# Định An
Định An is een xã in huyện Dầu Tiếng, een district in de Vietnamese provincie Bình Dương.
Định An ligt op de oostelijke oever van het Dầu Tiếngmeer, ongeveer tien kilometer ten noorden van Dầu Tiếng, de hoofdplaats van het district.